# Futbola Klubs Saldus
Il Futbola Klubs Saldus, più comunemente noto come Saldus, è una società calcistica lettone con sede nella città di Saldus. Milita in 1. Līga, la seconda serie del campionato lettone di calcio.

## Storia
Il club è stato fondato nel 2012 e ha giocato le sue prime stagioni in 2. Līga. Nel 2013 finì al secondo posto nel suo girone (Kurzeme) e fu promosso in 1. Līga. Qui rimase per tre stagioni, ottenendo come miglior piazzamento il 13º posto nel 2014. Nel 2016 è retrocesso arrivando all'ultimo posto con soli 3 punti all'attivo.
Nel 2019 vince il girone Rietumu (Ovest) e accede agli spareggi, persi in semifinale contro il Ghetto FC/Gvatar. Il Saldus viene comunque ripescato, riconquistando un posto in 1. Līga. 
In 1. Līga 2020 si classifica all'ultimo posto, chiudendo il campionato senza vittorie. Inizialmente retrocesso, è poi riammesso per la stagione successiva, nella quale arriva 7º. 
Nel 2022 è decimo.

## Statistiche e record

### Partecipazioni ai campionati
| Livello | Categoria | Partecipazioni | Debutto | Ultima stagione | Totale |
| ------- | --------- | -------------- | ------- | --------------- | ------ |
| 2º      | 1. Līga   | 7              | 2014    | 2023            | 7      |
| 3º      | 2. Līga   | 5              | 2012    | 2019            | 5      |